# アンショ・ピントス
アンショ・ピントス(Anxo Pintos、1968年 - )は、スペイン・ポンテベドラ県ビーゴ出身の音楽家・作曲家。特にベログエトでの活動や、ガリシアにおけるサンフォーナブームの火付け役として知られる。

## 来歴
マルチな才能を発揮する伝統音楽家で作曲家。8歳から父親のスソ・ペレイラの指導を受けて音楽の道に進み、アントン・コラルが率いるガリシア民俗楽器製作工房で伝統音楽を学ぶ。ビーゴ高等音楽院卒業。現在ではガイタやサンフォーナ、ピトなどの伝統楽器だけでなく、フィドルやソプラノサックス、リコーダーなど、様々な楽器を操る。
ガイタのバンドAlfolíesを結成した他、アントン・コラルの工房ではカルロス・ヌニェスやサンティアゴ・クリベイロらと一緒にBanda de Gaitas XarabalやGrupo Didáctico de Instrumentos Musicais Populares Galegosを結成し、この活動は後にマット・コングリオへと発展、チーフタンズのパディ・モローニとの共演を果たす。カルロスがソロ活動の道を歩み始めたのと同時に、マット・コングリオの残りのメンバー他とベログエトを結成。カルロスと共にガリシアの伝統音楽界にブームを巻き起こす。アーティスト活動と同時に教育活動にも力を注ぎ、ビーゴ市立伝統音楽院 (現ETRAD) のサンフォーナ科の教授として、アントン・コラルの活動を引き継ぐ。同音楽院では、ハープ科の教授 (現在はオーケストラ指導のみ) で元ミジャドイロのロドリゴ・ロマニ(Rodrigo Romaní)やショセ・リス (Xosé Liz) とLizgairo (リスガイロ) を結成。また、同校の民俗楽器を用いたヨーロッパ初のオーケストラ、SondeSeuでは、サンフォーナの指導や指揮者、作曲者などを務めている。その他にもミジャドイロやLos Piratas、Rodrigo Romaní, スサナ・セイバネ(Susana Seivane), メルセデス・ペオン(Mercedes Peón)、ウシーア(Uxía Senlle)、Chouteira (チョウテイラ), Pilocha、アントン・セオアネ (Antón Seoane)などと共演。2016年には、クリスティーナ・パト(Cisrtina Pato)、ダビデ・サルバド、ロベルト・コメサーニャらとヨーヨーマのSing Me Home - Silk Road Ensembleの収録に参加し、同作は翌2017年のグラミー賞最優秀ワールド・ミュージック・アルバム賞を受賞した。

## ディスコグラフィ

### ベログエト
- Navicularia, 1996.
- A cantar con Xabarín, 1998.
- Cantigas de Nadal, 1999.
- Viaxe por Urticaria, 1999.
- Hepta, 2002.
- 10.0, 2006.
- Kosmogonías, 2010.
- O pulso da terra, 2011.

### マット・コングリオ
- Matto Congrio, 1993.

### Lizgairo
- Diacronías, 2008.

### SonDeSeu
- Mar de Vigo.
- Trastempo.
- Barlovento, 2010.
- Danzas Blancas, 2014.
- Beiralúa. 2017